# Cooficialitat lingüística

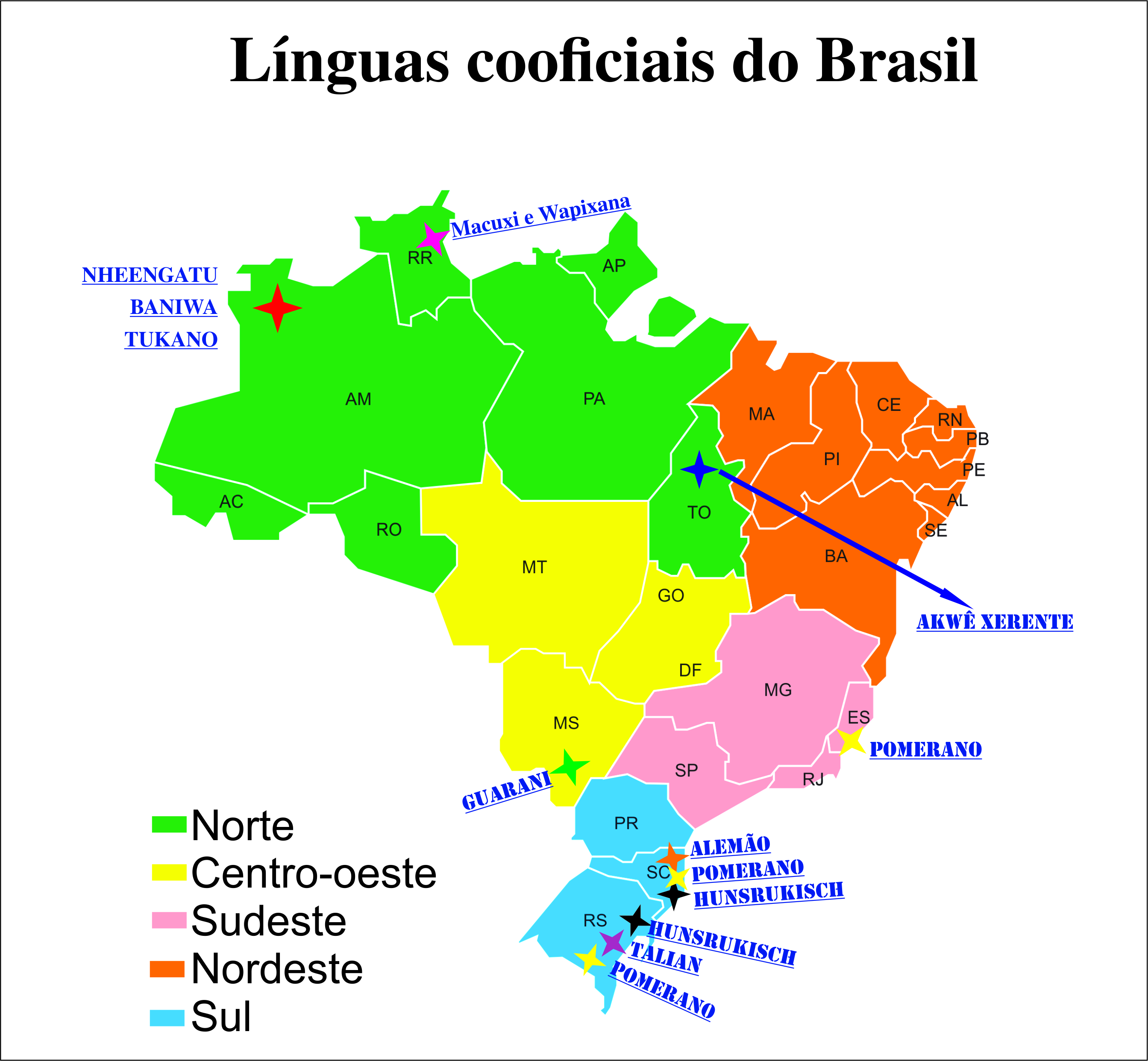
Llengües cooficials amb el portuguès al Brasil segons la regió.

La cooficialitat lingüística és l'oficialitat simultània de dues o més llengües en un determinat territori multilingüe, en igualtat de condicions legals. Per exemple, aquesta condició es dona al Paraguai amb el guaraní i el castellà, a Suïssa amb l'alemany, el francès, el romanx i l'italià, i al Canadà, on les institucions federals tenen com a oficials l'anglès i el francès. També passa a alguns països africans, en què una llengua autòctona conviu amb una d'introduïda per la colonització. En aquest sentit, a Kenya tenen el mateix estatus legal el suahili i l'anglès. Aquest fenomen té lloc igualment en sis comunitats autònomes espanyoles: a Catalunya, el País Valencià i les Illes Balears (amb el català i el castellà); a Galícia (amb el gallec i el castellà) i al País Basc i Navarra (amb el basc i el castellà).